# Бульйон

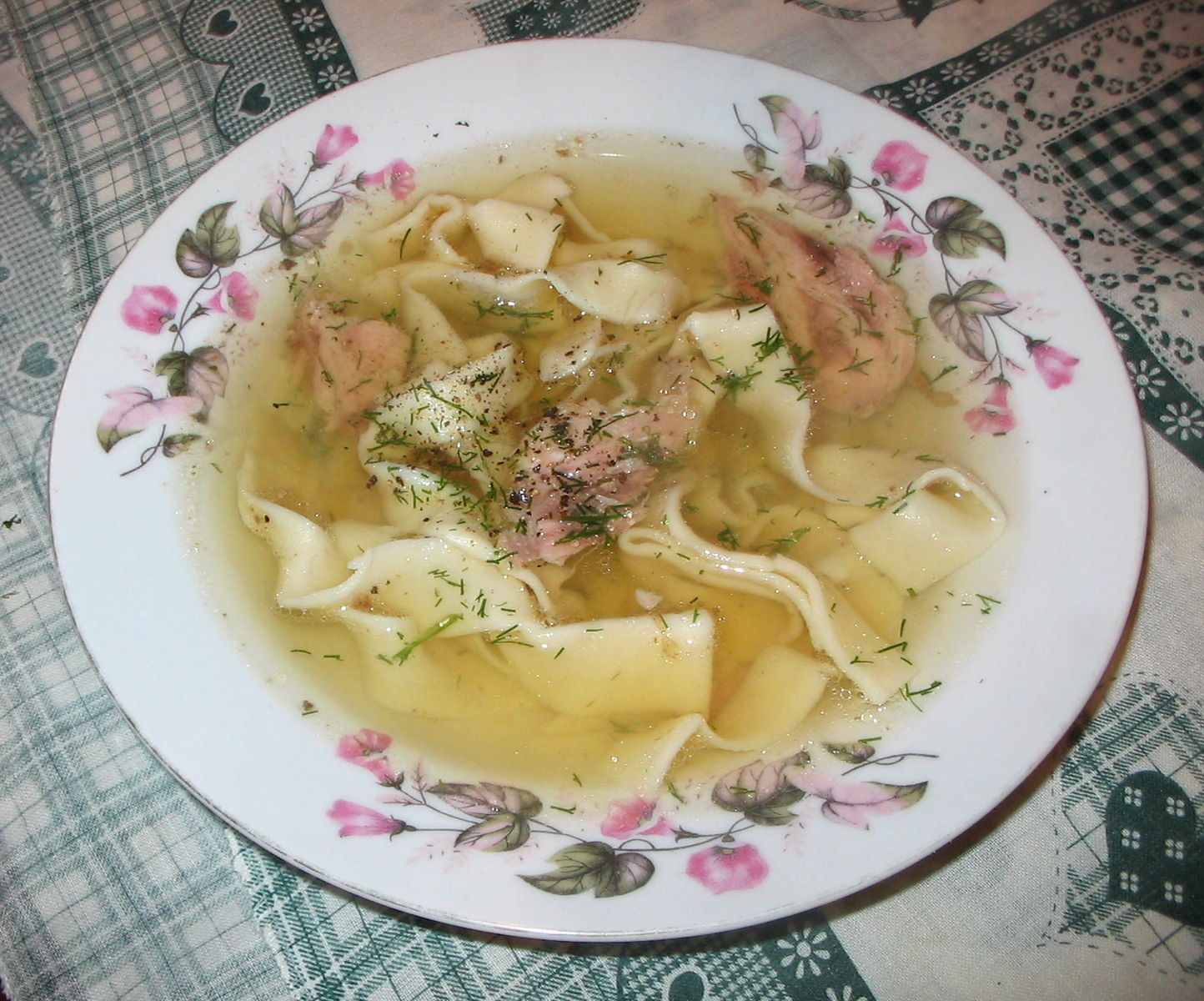
М'ясний росіл (бульйон) з домашнім тістом

Бульйо́н (від фр. bouillon), автентична назва росіл — поширена в українській культурі страва. Назва bouillon стала поширеною в Україні у радянський час . У «Словниках української мови»» як в 11-ти, так і у 20-ти томах стверджують, що це — чистий відвар з м'яса без овочів і приправ. За іншими даними — це відвар з м'яса, кісток, сільськогосподарської птиці, риби, білого коріння, моркви, цибулі, прянощів і спецій.[джерело?] Смак залежить від співвідношення в ньому води та харчових складників, ступеня їх подрібнення, тривалості варіння. Рідкою основою багатьох перших страв є бульйони.

## Різновиди

### Кістковий росіл (бульйон)
Для варіння такого росолу використовують оброблені трубчасті, тазові, грудні, хребетні, крижові яловичі, свинячі, телячі і баранячі кістки. Їх подрібнюють, щоб повністю виварити з них харчові речовини. Телячі і свинячі злегка обсмажують у жаровій шафі для поліпшення смаку і зовнішнього вигляду бульйону.
Підготовлені кістки кладуть у казан, заливають холодною водою і швидко доводять до кипіння, знімають з поверхні піну, щоб бульйон був прозорим і ароматним, а потім варять на малому вогні в посуді із закритою кришкою. Потрібно також періодично знімати жир, оскільки при тривалому варінні він розщеплюється на жирні кислоти і гліцерин, а це призводить до погіршення зовнішнього вигляду і смаку бульйону. Він стає каламутним і набуває салистого присмаку.
Бульйони з яловичих кісток варять 3-4 год, свинячих, телячих і баранячих — 2-3. При тривалішому варінні погіршуються смакові й ароматичні якості страви. За 30-40 хв до закінчення варіння кладуть злегка підпечені моркву, біле коріння, цибулю, пряні овочі, зв'язані в пучки (для ароматизації і поліпшення смаку). Готовий бульйон охолоджують і проціджують.

### М'ясо-кістковий росіл (бульйон)

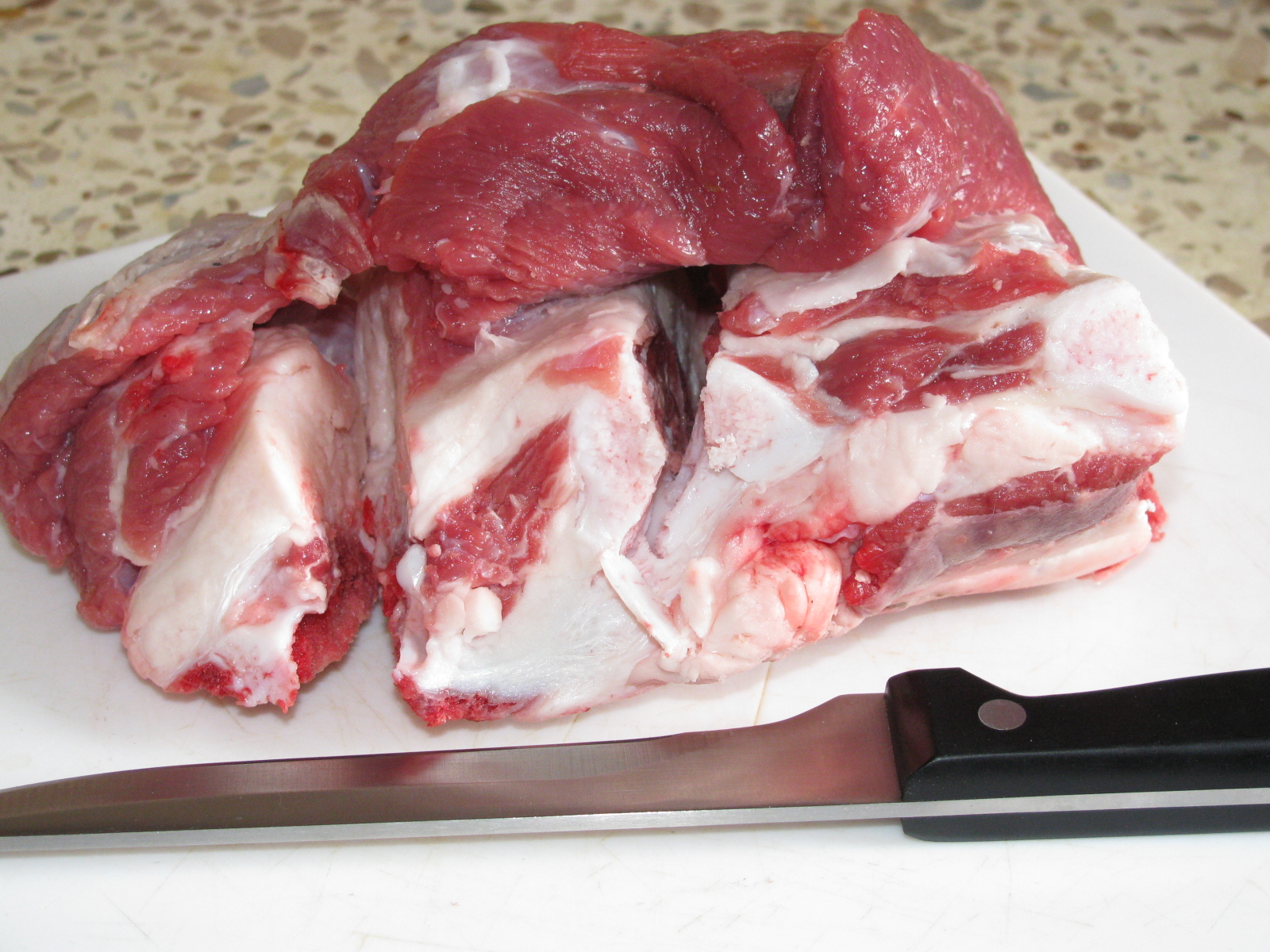
Грудинка теляча

Для варіння використовують кістки і м'ясо грудинки, лопаткової і підлопаткової частин, пружка, частини задньої ноги масою 1,5-2 кг.

### Росіл (бульйон) із птиці
Варять з кісток, потрухів (крім печінки) і цілих тушок. Кістки розрубують на маленькі частини і промивають, тушки заправляють «у кишеньку», не проколюючи їх. Підготовлені продукти заливають холодною водою, доводять до кипіння, знімають піну і варять при слабкому кипінні, періодично знімаючи жир. Через 20-30 хв кладуть підпечене коріння і цибулю. Тривалість варіння бульйону залежить від виду і віку птиці та становить від 40 хв до 2 год. Готовий бульйон проціджують.

### Овочевий росіл (бульйон)
Варять із різноманітних овочів; коріння петрушки, селери, моркви, цибулі, зелені та приправ.

### Рибний росіл (бульйон)
Готують з риби (краще родини окуневих) і рибних оброблених відходів (голів, плавників, шкіри, кісток). З голови видаляють зябра й очі, великі голови риб з хрящовим скелетом розрубують на частини. Інші відходи добре промивають, кладуть у казан, заливають холодною водою (на 1 кг продуктів 3-3,5 л води), доводять до кипіння, знімають піну, додають сирі овочі (біле коріння й цибулю) і варять при слабкому кипінні 50-60 хвилин. При варінні бульйонів з голів риб із хрящовим скелетом через 1 годину голови виймають, виокремлюють м'ясо, а хрящі промивають і продовжують варити до розм'якшення. Готовий бульйон відстоюють, а потім проціджують.

### Грибний росіл (бульйон)
Готують із сушених або свіжих грибів. Сушені гриби перебирають, промивають, заливають холодною водою на 10-15 хв. і промивають. Промиті гриби заливають холодною водою (на 1 кг грибів 7 л води) і залишають, щоб вони набубнявіли, на 3-4 год. Потім виймають, рідину відстоюють і проціджують. Підготовлені гриби заливають водою, в якій їх замочували, і варять 1,5-2 год. без солі. Відвар зливають, відстоюють і проціджують.

### Прозорі росоли (бульйони)
Прозорі росоли готують з м'яса, птиці, риби з підвищеним вмістом екстрактивних речовин. Смак бульйонів залежить від норми закладання сировини. Приготування прозорих бульйонів відрізняється від приготування звичайних тільки тим, що їх освітлюють. Операцію освітлення називають відтяжкою. При відтягуванні з бульйону видаляють частинки білка і жиру.

## Правила варіння
- Виділений під час варіння жир періодично знімають, щоб скоротити вплив води та зменшити гідроліз тригліцеридів;
- не можна допускати бурхливого кипіння, тому що воно збільшує емульгування та омилення жиру;
- цибулю та ароматичні коріння додають в кінці варіння, щоб зменшити втрати смакових та ароматичних речовин;
- якщо в бульйоні варять м'ясо, то його закладають приблизно через 2 години з початку варіння кісткового бульйону, щоб виділені з нього екстрактивні речовини не руйнувалися під час тривалого нагріву;
- готовий бульйон проціджують, щоб видалити дрібні кістки, згустки білків та ін.;
- після проціджування бульйон знову доводять до кипіння, тому як під час проціджування можливе вторинне мікробне обсіменіння.

## Вимоги до якості
- прозорість (іноді допускається невеликий осад білків);
- жовтий колір зі скалками жиру на поверхні;
- приємний смак та аромат що властивий свіжозвареному м'ясу, рибі чи грибам.